# Oimè il bel viso, oimè il soave sguardo
Oimè il bel viso, oimè il soave sguardo è la duecentosessantasettesimo lirica (RVF 267), nonché il sonetto CCXXVIII (228), del Canzoniere di Francesco Petrarca. Il sonetto è un lamento del poeta per la morte di Laura, seguita dall’epidemia di peste del 1348. La morte sarebbe avvenuta il 6 aprile, nello stesso giorno in cui il poeta l’avrebbe incontrata anni prima.

## Testo e parafrasi
| Testo | Parafrasi |
| --- | --- |
| Oimè il bel viso, oimè il soave sguardo, oimè il leggiadro portamento altero; oimè il parlar ch’ogni aspro ingegno et fero facevi humile, ed ogni huom vil gagliardo! et oimè il dolce riso, onde uscìo ’l dardo di che morte, altro bene omai non spero: alma real, dignissima d’impero, se non fossi fra noi scesa sì tardo! Per voi conven ch’io arda, e ’n voi respire, ch’i’ pur fui vostro; et se di voi son privo, via men d’ogni sventura altra mi dole. Di speranza m’empieste et di desire, quand’io partì’ dal sommo piacer vivo; ma ’l vento ne portava le parole. | Ahimè il bel viso ed il dolce sguardo, ahimè l’aggraziato e pieno di dignità; ahimè il parlare con cui rendevi mite ogni animo iroso e superbo, e ogni uomo rendevi coraggioso! e ahimè il dolce sorriso, da cui scaturì la freccia dal quale ormai non attendo altro bene se non la morte: anima regale, che saresti stata degna di governare il mondo, se non fossi scesa tra noi, dal cielo sulla terra, così tardi! Occorre che bruci a causa vostra, e viva in noi, perché io un giorno mi consacrai a voi, e quando sono privo della vostra vista d’ogni altra sventura soffrirei di meno. Mi riempiste di speranza e di desiderio, quando mi separai dalla somma bellezza ancora viva; ma il vento portò via le parole. |

## Struttura metrica
Il sonetto è costituito da 14 versi, divisi in quattro strofe: 2 quartine e 2 terzine. Le rime sono costituite secondo lo schema metrico ABBA-ABBA; CDE-CDE.